# Елк Тауншип (округ Тайога, Пенсільванія)
Елк Тауншип (англ. Elk Township) — селище (англ. township) в США, в окрузі Тайога штату Пенсільванія. Населення — 48 осіб (2020).

## Демографія
Згідно з переписом 2010 року, у селищі мешкало 49 осіб у 26 домогосподарствах у складі 16 родин. Було 187 помешкань
Расовий склад населення:
| - 100,0 % — білих |

До двох чи більше рас належало 0,0 %. Частка іспаномовних становила 0,0 % від усіх жителів.
За віковим діапазоном населення розподілялося таким чином: 10,2 % — особи молодші 18 років, 57,1 % — особи у віці 18—64 років, 32,7 % — особи у віці 65 років та старші. Медіана віку мешканця становила 56,8 року. На 100 осіб жіночої статі у селищі припадало 104,2 чоловіків;  на 100 жінок у віці від 18 років та старших — 109,5 чоловіків також старших 18 років.
За межею бідності перебувало 28,0 % осіб, у тому числі 0,0 % дітей у віці до 18 років та 22,2 % осіб у віці 65 років та старших.
Цивільне працевлаштоване населення становило 10 осіб. Основні галузі зайнятості: будівництво — 40,0 %, транспорт — 20,0 %, науковці, спеціалісти, менеджери — 20,0 %.